# رمیجوس
رمیجوس (به فرانسوی: Remi یا Rémi) (حدود ۴۳۷ میلادی – ۱۳ ژانویه ۵۳۳ میلادی) اسقف رنس و «رسول فرانک‌ها» بود. رمیجوس روز ۲۵ دسامبر سال ۴۹۶ میلادی کلوویس یکم، پادشاه فرانک‌ها را غسل تعمید داد که موجب به مسیحیت گرویدن تمام فرانک‌ها گشت. این حادثه را یکی از مهم‌ترین رویدادهای تاریخ اروپا دانسته‌اند. قلمرو کوسی در پیکاردی حوالی سال ۵۰۰ میلادی توسط کلویس به عنوان خراج‌گذار کلیسا، به رمیجوس اعطا شد.

## کتابشناسی
- Tuchman, Barbara (1978). A distant mirror: The calamitous 14th century. New York: ballantine books. ISBN 978-0-307-79369-0.